# Tom Høgli
Tom Høgli (født 24. februar 1984 i Harstad i Norge) er en norsk fodboldspiller, der spiller hos Tromsø. Tidligere har han blandt andet repræsenteret FC København.

## Klubkarriere
Høgli begyndte som ungdomsspiller i Skånland og Omegn Idrettsforening (SOIF). I 2002 skiftede han til Bodø/Glimt hvor han spillede frem til overgangen til Tromsø IL i marts 2007. Han skiftede i sommeren 2011 til belgiske Club Brugge.
I vinterpausen 2013/14 skrev Høgli kontrakt med FCK om et skifte fra sommeren 2014.

## Landsholdskarriere
Høgli debuterede for Norges fodboldlandshold den 20. august 2008 i en venskabskamp mod Irland. Høgli har spillet 49 A-landskampe og har scoret 2 mål. Høgli blev af landstræner Egil "Drillo" Olsen efter Norges kampe mod Portugal i VM-kvalifikationen betegnet som en af Europas bedste højrebacker som følge af sin tætte mandsopdækning af Cristiano Ronaldo.
Tom Høgli har endvidere optrådt for samelandsholdet under VM i fodbold for etniske minoriteter i 2006.